# کلارا پولرتووا
کلارا پولرتووا (چکی: Klára Pollertová؛ زادهٔ ۱۷ سپتامبر ۱۹۷۱) یک هنرپیشه و صداپیشه اهل جمهوری چک است.
از فیلم‌ها یا مجموعه‌های تلویزیونی که وی در آن‌ها نقش داشته است می‌توان به در سایه اشاره نمود.

## زندگی نامه
کلارا پولرتووا متولد 17 سپتامبر 1971 (49 ساله) پراگ ، چکسلواکی ، اکنون جمهوری چک
شغل: بازیگر سالهای فعال 1979 تا کنون.
او از یک خانواده ورزشی و هنری است ، برادرش لوکاچ پولرت ، قهرمان المپیک از بازی های المپیک تابستانی 1992 در بارسلونا است.
او اولین بار در کودکی در سال 1979 در  اقتباس سینمایی ordapek's Hordubal حضور داشت. در سال 1983 ، سپس در مجموعه تلویزیونی بازدید کنندگان ظاهر شد. در سال 1989 ، او یکی از قهرمانان اصلی بازی در بازگشت به گور را بازی کرد! او به همراه شوهرش ، ایوان تروجان ، در فیلم One Hand Can Not Clap (2003) نقش همسرش را بازی کرد.
- وی پس از اتمام تحصیلات متوسطه در رشته بازیگری در آکادمی هنرهای نمایشی پراگ تحصیل کرد و در آنجا موفق به کسب مدرک MgA شد. درجه ، و در تئاتر شروع به بازی در سال 1994 ، استودیو درام در استی ناد لابم. از سال 1995 او عضو تئاتر پراگ تحت نظر پالموکو بود.

### زندگی شخصی
از سال 1992 ، شوهر او ایوان تروجان بازیگر اهل چک است که دارای چهار پسر فرانسیس (متولد 1999) ، یوزف (متولد 2001) ، آنتونی (متولد 2009) و واسلاو (متولد 2012) است.